# Stagnacja sekularna
Stagnacja sekularna – teoria ekonomiczna przewidująca trwałe zahamowanie wzrostu gospodarczego w krajach wysoko rozwiniętych. Została ona sformułowana przez keynesistów (w szczególności Alvina Hansena), a jej popularność przypada na lata 40. i 50. XX wieku. Według koncepcji tej stagnacja miała być spowodowana wyczerpaniem się zasobów naturalnych bądź tłumieniem dążenia do wzrostu gospodarczego przez system społeczno-polityczny.